# Batalha do Rio Irpin

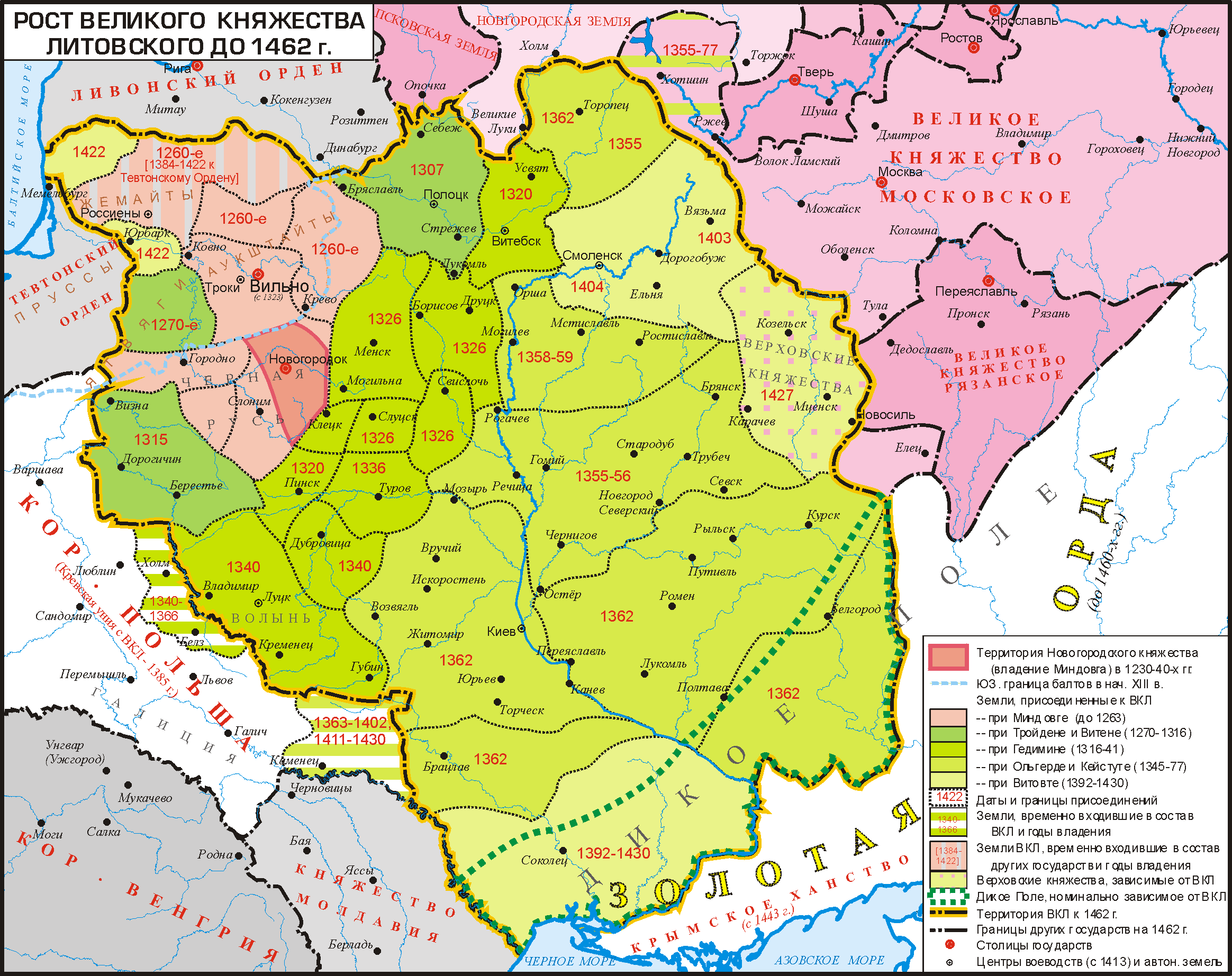
Imagem da Localização da batalha do Rio Irpin

Batalha no Rio Irpin foi uma batalha semi-lendária entre os exércitos do Grão-Ducado da Lituânia e da Rússia de Quieve. De acordo com a história, Gediminas, o Grão-Duque da Lituânia, conquistou a Volínia antes de voltar sua atenção para Quieve. Ele foi oposto pelo príncipe Estanislau de Quieve aliado com o Principado de Pereslávia e Briansco. Os lituanos conseguiram uma grande vitória e ampliaram sua influência para Quieve. Não há fontes contemporâneas que atestem a batalha. É conhecida apenas de crônicas lituanas tardias e geralmente pouco confiáveis. Portanto, os historiadores discordam se foi uma batalha real no início da década de 1320 ou uma história de ficção inventada por escribas mais tarde. Os lituanos ganharam o controle total da cidade somente em 1362 após a Batalha das Águas Azuis contra a Horda Dourada.